# Sekt
Sekt – określenie wina musującego stosowane w krajach niemieckojęzycznych od 1900 roku. Pochodzenie słowa nie jest dokładnie znane.
Sekt może być sprzedawany jako Deutscher Sekt wyłącznie, jeśli został wyprodukowany w 100 procentach z winogron niemieckich. Domieszki z innych regionów uprawnych są dozwolone. Określenie Sekt b.A. lub Qualitätsschaumwein b.A. musi być podane na etykiecie wraz z nazwą obszaru uprawnego z którego zebrano winogrona.
Niemieckie wina musujące stanowią zaledwie około 10 procent całkowitej produkcji. Wina musujące wytwarzane przez niemieckich plantatorów cieszą się dobrą reputacją jako produkty wysokiej jakości, wytwarzane w niewielkich ilościach, ręcznie i z własnych winogron.
Sekt wytwarzany przez plantatorów musi być produkowany zgodnie z tradycyjną metodą fermentacji w butelkach. Na etykiecie konieczne są informacje o roczniku, odmianie winogron oraz dane producenta.